# Liste der Anime-Titel (2006–2007)
Dies ist eine chronologisch sortierte Liste der Anime-Titel von 2006 bis 2007.

## 2006
| Name | Alternative Namen | Veröffentlichungsjahr | Studio(s)                               |
| --- | --- | --------------------- | --------------------------------------- |
| Air Gear (26 Folgen)                                                                                     | エア・ギア, Ea Gia | 2006 als Fernsehserie | Tōei Animation, Marvelous Entertainment |
| Amaenaideyo!! Katsu!! (13 Folgen)                                                                        | あまえないでよっ!! 喝!! | 2006 als Fernsehserie | Studio Deen                             |
| Amazing Nuts! (eine Folge)                                                                               | | 2006 als OVA          | Studio 4°C                              |
| Ane Haramix (13 Folgen)                                                                                  | 姉☆孕みっくす, Ane Haramikkusu | 2006 als Web-Anime    | Pixy                                    |
| Anejiru The Animation - Shirakawa Sanshimai ni Omakase (2 Folgen)                                        | 姉汁~白川三姉妹におまかせ~ | 2006 als OVA          | Pink Pineapple                          |
| Angel’s Feather (2 Folgen)                                                                               | Angel's Feather | 2006 als OVA          | Venet, Studio e.go!                     |
| Ar Tonelico: Sekai no Owari de Utai Tsuzukeru Shōjo (eine Folge)                                         | アルトネリコ 世界の終わりで詩い続ける少女 | 2006 als OVA          | Trans Arts                              |
| Aria The Natural (26 Folgen)                                                                             | アリア ザ ナチュラル | 2006 als Fernsehserie | Hal Film Maker, Production I.G          |
| Asatte no Hōkō (12 Folgen)                                                                               | あさっての方向 | 2006 als Fernsehserie | J.C.Staff                               |
| Astraea Testament: Good Witch of the West (13 Folgen)                                                    | 西の善き魔女 Astraea Testament, Nishi no Yoki Majo: Astraea Testament, Astraea Testament                                                                            | 2006 als Fernsehserie | Hal Film Maker                          |
| Ayakashi – Japanese Classic Horror (11 Folgen)                                                           | 怪~ayakashi~ Japanese Classic Horror | 2006 als Fernsehserie | Tōei Animation                          |
| Ayumayu Gekijō (7 Folgen)                                                                                | あゆまゆ劇場 | 2006 als Web-Anime    |                                         |
| AyuMayu Gekijō (7 Folgen)                                                                                | あゆまゆ劇場, AyuMayu Theater | 2006 als Web-Anime    | Age                                     |
| Bakegyamon (51 Folgen)                                                                                   | 妖逆門 | 2006 als Fernsehserie | Radix                                   |
| Bakkyū Hit! Crash B-Daman (50 Folgen)                                                                    | 爆球Hit! クラッシュビーダマン | 2006 als Fernsehserie | Nihon Animedia                          |
| Baldr Force exe Resolution (4 Folgen)                                                                    | バルドフォース エグゼ レソリューション | 2006 als OVA          | Satelight                               |
| Bartender (11 Folgen)                                                                                    | バーテンダー | 2006 als Fernsehserie | Palm Studio                             |
| Be Rockin’ (5 Folgen)                                                                                    | | 2006 als Web-Anime    | ANON Pictures                           |
| Binchō-tan (12 Folgen)                                                                                   | びんちょうタン | 2006 als Fernsehserie | Studio Deen                             |
| Binchō-tan: Aozora ni Wasure Mono (eine Folge)                                                           | びんちょうタン 青空にわすれもの | 2006 als OVA          | Studio Ishikawa Pro                     |
| Black Blood Brothers (12 Folgen)                                                                         | ブラック・ブラッド・ブラザーズ, Burakku Buraddo Burazāzu | 2006 als Fernsehserie | Group TAC, Studio Live                  |
| Black Jack 21 (17 Folgen)                                                                                | ブラック・ジャック21, Burakku Jakku 21 | 2006 als Fernsehserie | Tezuka Productions                      |
| Black Lagoon (12 Folgen)                                                                                 | ブラックラグーン, Burakku Ragūn | 2006 als Fernsehserie | Madhouse                                |
| Black Lagoon: The Second Barrage (12 Folgen)                                                             | ブラックラグーン The Second Barrage, Burakku Ragūn The Second Barrage                                                                                               | 2006 als Fernsehserie | Madhouse                                |
| Boku no Pico (eine Folge)                                                                                | ぼくのぴこ | 2006 als OVA          | Blue Cats, Sugar Boy                    |
| Boku wa Konomama Kaeranai (eine Folge)                                                                   | ぼくはこのまま帰らない, Our Road of No Return, I Shall Never Return                                                                                                 | 2006 als OVA          | J.C.Staff                               |
| Bokura ga Ita (26 Folgen)                                                                                | 僕等がいた | 2006 als Fernsehserie | Artland                                 |
| Brave Story                                                                                              | ブレイブ・ストーリー, Bureibu Sutōrī | 2006 als Film         | Sunrise                                 |
| Busō Renkin (26 Folgen)                                                                                  | 武装錬金 | 2006 als Fernsehserie | Xebec                                   |
| Catblue: Dynamite (8 Folgen)                                                                             | キャットブルー ダイナマイト | 2006 als Web-Anime    |                                         |
| Chikan Monogatari (2 Folgen)                                                                             | 痴漢物語, Legend of the Pervert | 2006 als OVA          | Y.O.U.C.                                |
| Chocotto Sister (24 Folgen)                                                                              | ちょこッとSister | 2006 als Fernsehserie | Nomad                                   |
| Die Chroniken von Erdsee                                                                                 | ゲド戦記, Gedo Senki | 2006 als Film         | Studio Ghibli                           |
| Cluster Edge (3 Folgen)                                                                                  | クラスターエッジ, Cluster Edge - Secret Episode | 2006 als OVA          | Sunrise                                 |
| Code Geass – Hangyaku no Lelouch (25 Folgen)                                                             | コードギアス 反逆のルルーシュ, Kōdo Giasu – Hangyaku no Rurūshu, Code Geass – Lelouch of the Rebellion                                                              | 2006 als Fernsehserie | Sunrise                                 |
| Coyote Ragtime Show (12 Folgen)                                                                          | コヨーテ ラグタイムショー, Koyōte Ragutaimushō | 2006 als Fernsehserie | Ufotable                                |
| Cream Lemon: New Generation (4 Folgen)                                                                   | くりぃむレモン ニュージェネレーション | 2006 als OVA          | Fairy Dust                              |
| Dai Mahō Tōge (8 Folgen)                                                                                 | 大魔法峠, Magical Witch Punie-chan | 2006 als OVA          | Studio Barcelona                        |
| Death Note (37 Folgen)                                                                                   | デスノート | 2006 als Fernsehserie | Madhouse                                |
| Demashita! Powerpuff Girls Z (52 Folgen)                                                                 | 出ましたっ！パワパフガールズZ | 2006 als Fernsehserie | Tōei Animation                          |
| Detektiv Conan – Das Requiem der Detektive                                                               | 名探偵コナン 探偵たちの鎮魂歌, Meitantei Konan: Tantei-tachi no Rekuiemu                                                                                            | 2006 als Film         | TMS Entertainment                       |
| D.Gray-man (103 Folgen)                                                                                  | D.Gray-man | 2006 als Fernsehserie | TMS Entertainment                       |
| Digimon Data Squad (48 Folgen)                                                                           | デジモンセイバーズ, Digimon Savers | 2006 als Fernsehserie | Tōei Animation                          |
| Digimon Savers: The Movie: Kyūkyoku Power! Burst Mode Hatsudō!!                                          | デジモンセイバーズ THE MOVIE: 究極パワー！バーストモード発動!! | 2006 als Film         | Tōei Animation                          |
| Dōbutsu no Mori                                                                                          | どうぶつの森, Animal Crossing | 2006 als Film         | Oriental Light and Magic                |
| Donburi Kazoku (2 Folgen)                                                                                | どんぶり家族, Like Mother, Like Daughter | 2006 als OVA          | Digital Works                           |
| Dyogrammaton (2 Folgen)                                                                                  | ジオグラマトン, Jioguramaton | 2006 als OVA          | Discovery                               |
| Eien no Hō                                                                                               | 永遠の法 | 2006 als Film         | Group TAC                               |
| Ergo Proxy (23 Folgen)                                                                                   | エルゴプラクシー | 2006 als Fernsehserie | Manglobe                                |
| Fantascope ~tylostoma~ (eine Folge)                                                                      | | 2006 als OVA          | Toei Animation                          |
| Flag (13 Folgen)                                                                                         | フラッグ | 2006 als Web-Anime    | Ansa Studio                             |
| Freedom (7 Folgen)                                                                                       | | 2006 als OVA          | Sunrise                                 |
| Full Metal Panic! The Second Raid Tokubetsu-hen OVA: Wari to Hima na Sentaichō no Ichinichi (eine Folge) | フルメタル・パニック! The Second Raid 特別版OVA わりとヒマな戦隊長の一日                                                                                            | 2006 als OVA          | Kyōto Animation                         |
| Funny Pets (24 Folgen)                                                                                   | ファニーペッツ | 2006 als Fernsehserie |                                         |
| Futari no Aniyome (2 Folgen)                                                                             | ふたりの兄嫁, Destined for Love | 2006 als OVA          | Milky, MS Pictures                      |
| Futari wa Pretty Cure Splash Star (49 Folgen)                                                            | ふたりはプリキュア Splash☆Star, Futari wa PuriKyua Splash Star | 2006 als Fernsehserie | Tōei Animation                          |
| Futari wa Pretty Cure Splash Star: Maji Doki 3D Theater                                                  | ふたりはプリキュア Splash Star マジッ★ドキッ♥ 3Dシアター, Futari wa PuriKyua Splash Star: Maji Doki 3D Shiatā, Futari wa Pretty Cure Splash Star: Maji Doki Theater | 2006 als Kurzfilm     | Tōei Animation                          |
| Futari wa Pretty Cure Splash Star: Tick Tack Kiki Ippatsu!                                               | ふたりはプリキュア Splash☆Star チクタク危機一髪!, Futari wa PuriKyua Splash Star: Tick Tack Kiki Ippatsu!                                                           | 2006 als Film         | Tōei Animation                          |
| G-9 (eine Folge)                                                                                         | G-九 | 2006 als OVA          | Toei Animation                          |
| Gag Manga Biyori (12 Folgen)                                                                             | 増田こうすけ劇場 ギャグマンガ日和, Masuda Kōsuke Theater Gagmanga-Biyori                                                                                            | 2006 als Fernsehserie | Artland                                 |
| Gag Manga Biyori 2 (12 Folgen)                                                                           | 増田こうすけ劇場 ギャグマンガ日和2, Masuda Kōsuke Theater Gagmanga-Biyori 2                                                                                         | 2006 als Fernsehserie | Artland                                 |
| Gakuen Heaven: Boy’s Love Hyper! (13 Folgen)                                                             | 学園ヘヴン BOY'S LOVE HYPER! | 2006 als Fernsehserie | Tokyo Kids                              |
| Galaxy Angel Rune (13 Folgen)                                                                            | ギャラクシーエンジェる～ん | 2006 als Fernsehserie | Satelight                               |
| Garakuta no Machi (eine Folge)                                                                           | ガラクタの町, A Wake in Garakuta Town | 2006 als OVA          | Studio 4°C                              |
| Garasu no Kantai (26 Folgen)                                                                             | ガラスの艦隊～La legende du vent de l'univers～, Glass Fleet | 2006 als Fernsehserie | Gonzo, Satelight                        |
| Gekijōban Bleach: Memories of Nobody                                                                     | 劇場版BLEACH MEMORIES OF NOBODY | 2006 als Film         | Studio Pierrot                          |
| Gekijoban Doraemon: Nobita no Kyoryu 2006                                                                | 映画ドラえもん のび太の恐竜2006, Nobita's Dinosaur [2006] | 2006 als Film         | Shin’ei Dōga                            |
| Gekijōban Naruto: Daikōfun! Mikazuki-jima no Animal Panic Dattebayo                                      | 劇場版NARUTO-ナルト- 大興奮！みかづき島のアニマル騒動だってばよ | 2006 als Film         | Studio Pierrot                          |
| Gendai Kibunroku - Kaii Monogatari (eine Folge)                                                          | 現代畸聞録 怪異物語 | 2006 als OVA          | Toei Animation                          |
| Genshiken (3 Folgen)                                                                                     | げんしけん | 2006 als OVA          | Ajia-dō                                 |
| Ghost Hunt (25 Folgen)                                                                                   | ゴーストハント | 2006 als Fernsehserie | J.C.Staff                               |
| Ghost in the Shell: S.A.C. Solid State Society                                                           | 攻殻機動隊 STAND ALONE COMPLEX Solid State Society, Kōkaku Kidōtai: Stand Alone Complex Solid State Society                                                         | 2006 als Film         | Production I.G                          |
| Ghost in the Shell: Stand Alone Complex 2nd GIG – Individual Eleven (eine Folge)                         | 攻殻機動隊 S.A.C. 2nd GIG Individual Eleven, Kōkaku Kidōtai: S.A.C. 2nd GIG Individual Eleven                                                                       | 2006 als OVA          | Production I.G                          |
| Gibo no Toiki – Haitoku Shin ni Tadayou Haha no Iroka (2 Folgen)                                         | 義母の吐息 ～背徳心に漂う母の色香～, Do You Know the MILFing Man?, Sayo the Beauty                                                                                  | 2006 als OVA          | Dream Entertainment                     |
| Gift – eternal rainbow (12 Folgen)                                                                       | Gift ～ギフト～ eternal rainbow | 2006 als Fernsehserie | OLM                                     |
| Gimai - Imōto (2 Folgen)                                                                                 | 義妹-いもうと-, Sex Exchange | 2006 als OVA          | Digital Works                           |
| Ginga Tetsudō Monogatari: Eien e no Bunkiten (26 Folgen)                                                 | 銀河鉄道物語 ～永遠への分岐点～ | 2006 als Fernsehserie | Planet                                  |
| Gin-iro no Olynssis (12 Folgen)                                                                          | 銀色のオリンシス, Olynssis The Silver Color | 2006 als Fernsehserie | Toei Animation                          |
| Gintama (201 Folgen)                                                                                     | 銀魂 | 2006 als Fernsehserie | Sunrise                                 |
| Gin’yū Mokushiroku Meine Liebe wieder (13 Folgen)                                                        | 吟遊黙示録マイネリーベwieder, Gin’yū Mokushiroku Maine Rībe wieder                                                                                                  | 2006 als Fernsehserie | Bee Train                               |
| Gundō Musashi (26 Folgen)                                                                                | GUN道 MUSASHI | 2006 als Fernsehserie | Anime Torotoro                          |
| Gunparade Orchestra (3 Folgen)                                                                           | ガンパレード・オーケストラ, Ganparēdo Ōkesutora | 2006 als OVA          | Brain’s Base                            |
| .hack//Roots (26 Folgen)                                                                                 | ドットハック ルーツ, Dotto Hakku Rūtsu | 2006 als Fernsehserie | Bee Train                               |
| Hana to Hebi The Animation (3 Folgen)                                                                    | 花と蛇 The Animation, Flower & Snake The Animation | 2006 als OVA          |                                         |
| Hanare Toride no Yonna                                                                                   | はなれ砦のヨナ, Yonna in the Solitary Fortress | 2006 als Film         | CoMix Wave Films                        |
| Hanbun no Tsuki ga Noboru Sora (6 Folgen)                                                                | 半分の月がのぼる空, Hantsuki | 2006 als Fernsehserie | Group TAC                               |
| Hanoka (12 Folgen)                                                                                       | HANOKA ～葉ノ香～ | 2006 als Fernsehserie | Fanworks                                |
| Happiness! (12 Folgen)                                                                                   | はぴねす！, Happiness! - It's a happy and heartful school life | 2006 als Fernsehserie | Artland                                 |
| Happy Lucky Bikkuriman (46 Folgen)                                                                       | 祝!(ハピ☆ラキ)ビックリマン | 2006 als Fernsehserie | Tōei Animation                          |
| Haru no Ashioto The Movie: Ōrin Dakkan (eine Folge)                                                      | はるのあしおと The Movie 桜鈴奪還 | 2006 als OVA          |                                         |
| Hataraki Man (11 Folgen)                                                                                 | 働きマン | 2006 als Fernsehserie | Gallop                                  |
| Hellsing Ultimate OVA (7 Folgen)                                                                         | HELLSING | 2006 als OVA          | Satelight, Madhouse                     |
| Highway Jenny (eine Folge)                                                                               | | 2006 als OVA          | Toei Animation                          |
| Higurashi no Naku Koro ni (26 Folgen)                                                                    | ひぐらしのなく頃に | 2006 als Fernsehserie | Studio Deen                             |
| Himawari! (13 Folgen)                                                                                    | ひまわりっ! | 2006 als Fernsehserie | Arms                                    |
| Himekishi Lilia (eine Folge)                                                                             | 姫騎士リリア | 2006 als OVA          | Anime Antenna Group, Pixy               |
| Hime-sama Goyōjin (12 Folgen)                                                                            | 姫様ご用心 | 2006 als Fernsehserie | Nomad                                   |
| Hitō Meguri The Animation (eine Folge)                                                                   | 秘湯めぐり THE ANIMATION | 2006 als OVA          | Amour                                   |
| ×××HOLiC (24 Folgen)                                                                                     | ホリック | 2006 als Fernsehserie | Production I.G                          |
| Honō no Haramase Tenkōsei (3 Folgen)                                                                     | 炎の孕ませ転校生 | 2006 als OVA          | Himajin Planning                        |
| Hoshizora Kiseki (eine Folge)                                                                            | 星空キセキ | 2006 als Web-Anime    | CoMix Wave Films                        |
| In a Distant Time – The Movie: Ein Tanz im Mondlicht                                                     | 劇場版 遙かなる時空（とき）の中で 舞一夜（まいひとよ）, Harukanaru Toki no Naka de: Maihitoyo                                                                       | 2006 als Film         | Zexcs                                   |
| Innocent Venus (12 Folgen)                                                                               | イノセント・ヴィーナス | 2006 als Fernsehserie | Brain’s Base                            |
| Inukami! (26 Folgen)                                                                                     | いぬかみっ! | 2006 als Fernsehserie | Seven Arcs                              |
| Jigoku Shōjo: Futakomori (26 Folgen)                                                                     | 地獄少女 二籠, Hell Girl: Two Mirrors | 2006 als Fernsehserie | Studio Deen                             |
| Joshi Kōsei: Girl’s-High (12 Folgen)                                                                     | 女子高生 GIRL'S-HIGH | 2006 als Fernsehserie | Arms                                    |
| Jyu Oh Sei (11 Folgen)                                                                                   | 獣王星, Jūōsei, Jyu Oh Sei: Planet Of The Beast King | 2006 als Fernsehserie | Bones                                   |
| Kage kara Mamoru! (12 Folgen)                                                                            | 陰からマモル | 2006 als Fernsehserie | Group TAC                               |
| Kagihime Monogatari: Eikyū Alice Rondo (13 Folgen)                                                       | 鍵姫物語 永久アリス輪舞曲 | 2006 als Fernsehserie | Picture Magic, Trinet Entertainment     |
| Kakyūsei 2 – Kihana Kotobashū (2 Folgen)                                                                 | 下級生2 ～季花詞集～ | 2006 als OVA          | Pink Pineapple                          |
| Kaleido Star – Good da yo! Goood!! (eine Folge)                                                          | カレイドスター ぐっどだよ！ぐぅ～っど!! | 2006 als OVA          | Gonzo                                   |
| Kamisama Kazoku (13 Folgen)                                                                              | 神様家族 | 2006 als Fernsehserie | Tōei Animation                          |
| Kanon (24 Folgen)                                                                                        | カノン | 2006 als Fernsehserie | Kyōto Animation                         |
| Kashimashi – Girl meets Girl (12 Folgen)                                                                 | かしまし ～ガール・ミーツ・ガール～ | 2006 als Fernsehserie | Studio Hibari, J.C.Staff                |
| Kashimashi – Girl meets Girl (13 Folgen)                                                                 | かしまし ～ガール・ミーツ・ガール～ | 2006 als OVA          |                                         |
| Kekkaishi (52 Folgen)                                                                                    | 結界師 | 2006 als Fernsehserie | Sunrise                                 |
| Keroro Gunsō the Super Movie                                                                             | 超劇場版ケロロ軍曹 | 2006 als Film         | Sunrise                                 |
| Kiba (51 Folgen)                                                                                         | 牙-KIBA- | 2006 als Fernsehserie | Madhouse                                |
| Kidō Senshi Gundam MS IGLOO: Mokushiroku 0079 (3 Folgen)                                                 | 機動戦士ガンダム MS IGLOO <イグルー> -黙示録0079-, Mobile Suit Gundam MS IGLOO: Apocalypse 0079                                                                     | 2006 als OVA          | Sunrise                                 |
| Kidō Senshi Gundam SEED C.E. 73: Stargazer (3 Folgen)                                                    | 機動戦士ガンダムSEED C.E.73 -Stargazer- <シード C.E.73 -スターゲイザー->, Mobile Suit Gundam Seed C.E.73: Stargazer                                                 | 2006 als Web-Anime    | Sunrise                                 |
| Kidō Senshi Gundam Seed Destiny Special Edition (4 Folgen)                                               | 機動戦士ガンダムＳＥＥＤ ＤＥＳＴＩＮＹ スペシャルエディション, Mobile Suit Gundam Seed Destiny Special Edition                                                     | 2006 als OVA          | Sunrise                                 |
| Kikōshi Enma (4 Folgen)                                                                                  | 鬼公子炎魔, Demon Prince Enma | 2006 als OVA          | Brain’s Base                            |
| Kirarin Revolution (102 Folgen)                                                                          | きらりん☆レボリューション, Kirarin Reboryūshon | 2006 als Fernsehserie | SynergySP, G&G Entertainment            |
| Koisuru Tenshi Angelique – Kokoro no Mezameru Toki (13 Folgen)                                           | 恋する天使アンジェリーク ～心のめざめる時～, Koisuru Tenshi Anjerīku – Kokoro no Mezameru Toki                                                                      | 2006 als Fernsehserie | Satelight                               |
| Kujibiki Unbalance (12 Folgen)                                                                           | くじびき♥アンバランス, Kujian | 2006 als Fernsehserie | Afternoon Studio, Ajia-dō               |
| Kyō no 5 no 2 (5 Folgen)                                                                                 | 今日の5の2, Kyō no Go no Ni | 2006 als OVA          | Shinkūkan                               |
| Le Chevalier D’Eon (24 Folgen)                                                                           | シェヴァリエ ~Le Chevalier D'Eon~ | 2006 als Fernsehserie | Production I.G                          |
| Lovedol – Lovely Idol (13 Folgen)                                                                        | らぶドル 〜Lovely Idol〜, Rabudoru – Lovely Idol | 2006 als Fernsehserie | TNK, AIC A.S.T.A                        |
| Das Mädchen, das durch die Zeit sprang                                                                   | 時をかける少女, Toki o kakeru shōjo, Tokikake, The Girl Who Leapt Through Time                                                                                      | 2006 als Film         | Madhouse                                |
| Magister Negi Magi Negima!? (26 Folgen)                                                                  | ネギま!?, Negima!? | 2006 als Fernsehserie | Gansis, Shaft                           |
| Magister Negi Magi Negima!? Spring Special (eine Folge)                                                  | ネギま!?春スペシャル!?, Negima!? Haru Special!? | 2006 als OVA          | Gansis, Shaft                           |
| Magister Negi Magi Negima!? Summer Special (eine Folge)                                                  | ネギま!?夏スペシャル!?, Negima!? Natsu Special!? | 2006 als OVA          | Gansis, Shaft                           |
| Mai-Otome Zwei (4 Folgen)                                                                                | 舞-乙HiME Zwei | 2006 als OVA          | Sunrise                                 |
| Makai Senki Disgaea (12 Folgen)                                                                          | 魔界戦記ディスガイア | 2006 als Fernsehserie | Oriental Light and Magic                |
| Mamoru-kun ni Megami no Shukufuku o! (24 Folgen)                                                         | 護くんに女神の祝福を! | 2006 als Fernsehserie | Zexcs                                   |
| Maria-sama ga Miteru (5 Folgen)                                                                          | マリア様がみてる | 2006 als OVA          | Studio Deen                             |
| Meitantei Conan: Kieta Daiya o Oe! Conan, Heiji vs Kid (eine Folge)                                      | 名探偵コナン 消えたダイヤを追え! コナン・平次vsキッド!, Meitantei Konan: Kieta Daiya o Oe! Konan, Heiji vs Kiddo                                                    | 2006 als OVA          | TMS Entertainment                       |
| Die Melancholie der Haruhi Suzumiya (28 Folgen)                                                          | 涼宮ハルヒの憂鬱, Suzumiya Haruhi no Yūutsu, The Melancholy of Haruhi Suzumiya                                                                                      | 2006 als Fernsehserie | Kyōto Animation                         |
| Memories Off #5: Togireta Film: The Animation (eine Folge)                                               | Memories Off #5 とぎれたフィルム THE ANIMATION, Memories Off #5: The Broken Off Film                                                                                | 2006 als OVA          | Dōga Kōbō                               |
| Nana (47 Folgen)                                                                                         | ナナ | 2006 als Fernsehserie | Madhouse                                |
| NHK ni Yōkoso! (24 Folgen)                                                                               | N・H・Kにようこそ！ | 2006 als Fernsehserie | Gonzo                                   |
| One Piece – Schloss Karakuris Metall-Soldaten                                                            | ONE PIECE THE MOVIE カラクリ城のメカ巨兵, One Piece the Movie: Karakuri-jō no Meka Kyohei                                                                           | 2006 als Film         | Tōei Animation                          |
| Origin – Spirits of the Past                                                                             | 銀色の髪のアギト, Gin’iro no Kami no Agito | 2006 als Film         | Gonzo                                   |
| Otome wa Oneesama ni Koishiteru (13 Folgen)                                                              | 乙女はお姉さまに恋してる | 2006 als Fernsehserie | feel.                                   |
| Ouran High School Host Club (26 Folgen)                                                                  | 桜蘭高校ホスト部 | 2006 als Fernsehserie | Bones                                   |
| Paprika                                                                                                  | パプリカ, Papurika | 2006 als Film         | Madhouse                                |
| Perfect Girl (25 Folgen)                                                                                 | ヤマトナデシコ七変化♥, Yamato Nadeshiko Shichi Henge ♥ | 2006 als Fernsehserie | Nippon Animation                        |
| Prince of Tennis: The National Tournament (13 Folgen)                                                    | テニスの王子様 - 全国大会篇, Zenkoku Taikai Hen | 2006 als OVA          | M.S.C                                   |
| Princess Princess (12 Folgen)                                                                            | プリンセス・プリンセス | 2006 als Fernsehserie | Studio Deen                             |
| Project Blue Earth SOS (6 Folgen)                                                                        | ProjectBLUE 地球SOS, ProjectBLUE Chikyū SOS | 2006 als Fernsehserie | A.C.G.T                                 |
| Rakugo Tennyo O-Yui (12 Folgen)                                                                          | 落語天女おゆい | 2006 als Fernsehserie | TNK                                     |
| Ray (13 Folgen)                                                                                          | | 2006 als Fernsehserie | Oriental Light and Magic                |
| REC (10 Folgen)                                                                                          | REC | 2006 als Fernsehserie | Shaft                                   |
| Red Garden (22 Folgen)                                                                                   | レッド ガーデン | 2006 als Fernsehserie | Gonzo                                   |
| Renkin 3-kyū: Magical? Pokān (12 Folgen)                                                                 | 錬金3級 まじかる？ぽか～ん, Alchemist Grade 3: Magical Pokahn | 2006 als Fernsehserie | Remic                                   |
| Rockman.EXE Beast+ (26 Folgen)                                                                           | ロックマンエグゼBEAST+, Rokkuman Eguze Beast+ | 2006 als Fernsehserie | Xebec                                   |
| Rozen Maiden: Ouvertüre (eine Folge)                                                                     | ローゼンメイデン・オーベルテューレ, Rōzen Meiden: Ōberutyūre | 2006 als Special      | Nomad                                   |
| Saiunkoku Monogatari (39 Folgen)                                                                         | 彩雲国物語 | 2006 als Fernsehserie | Madhouse                                |
| School Rumble: Nigakki (26 Folgen)                                                                       | スクールランブル二学期 | 2006 als Fernsehserie | Studio Comet                            |
| Shakugan no Shana SP (eine Folge)                                                                        | 灼眼のシャナSP | 2006 als OVA          | J.C.Staff                               |
| Shijō Saikyō no Deshi Ken’ichi (50 Folgen)                                                               | 史上最強の弟子ケンイチ, Kenichi: The Mightiest Disciple | 2006 als Fernsehserie | TMS Entertainment                       |
| Shinseiki Duel Masters Flash (24 Folgen)                                                                 | 新星輝デュエル・マスターズ フラッシュ, Shinseiki Dyueru Masutāzu Furasshu                                                                                           | 2006 als Fernsehserie | SynergySP                               |
| Shōnen Onmyōji (26 Folgen)                                                                               | 少年陰陽師 | 2006 als Fernsehserie | Studio Deen                             |
| Sōkō no Strain (13 Folgen)                                                                               | 奏光のストレイン, Sōkō no Sutorein | 2006 als Fernsehserie | Studio Fantasia                         |
| Stratos 4: Advance Kanketsu-hen (2 Folgen)                                                               | ストラトス・フォー アドヴァンス 完結編, Sutaratosu Fō Adovansu Kanketsu-hen                                                                                         | 2006 als OVA          | Studio Fantasia                         |
| Strawberry Panic (26 Folgen)                                                                             | ストロベリー・パニック! | 2006 als Fernsehserie | Madhouse                                |
| Sumomomo Momomo – Chijō Saikyō no Yome (22 Folgen)                                                       | すもももももも〜地上最強のヨメ〜, Sumomomo Momomo | 2006 als Fernsehserie | Studio Hibari                           |
| Die Super-Möpse (2 Folgen)                                                                               | クレイヴィジ, Cleavage | 2006 als OVA          | D3                                      |
| Tactical Roar (13 Folgen)                                                                                | タクティカルロア, Takutikaru Roa | 2006 als Fernsehserie | Actas                                   |
| Tekkon Kinkreet                                                                                          | 鉄コン筋クリート, Tekkon Kinkurīto | 2006 als Film         | Studio 4°C                              |
| Tempō Ibun: Ayakashi Ayashi (25 Folgen)                                                                  | 天保異聞 妖奇士 | 2006 als Fernsehserie | Bones                                   |
| The Third – Aoi Hitomi no Shōjo (24 Folgen)                                                              | ザ・サード～蒼い瞳の少女~ | 2006 als Fernsehserie | Xebec                                   |
| Tokkō (13 Folgen)                                                                                        | TOKKO 特公 | 2006 als Fernsehserie | AIC Spirits, Group TAC                  |
| UFO Princess Walküre: Toki to Yume to Ginga no Utage (2 Folgen)                                          | 円盤皇女ワるきゅーレ 時と夢と銀河の宴, Yūfō Purinsesu Warukyūre: Toki to Yume to Ginga no Utage                                                                     | 2006 als OVA          | TNK                                     |
| Utawarerumono – Heldenlied (26 Folgen)                                                                   | うたわれるもの, Utawarerumono | 2006 als Fernsehserie | Oriental Light and Magic                |
| Winter Garden (eine Folge)                                                                               | ウィンターガーデン | 2006 als Special      | J.C.Staff                               |
| Witchblade (24 Folgen)                                                                                   | ウィッチブレイド | 2006 als Fernsehserie | Gonzo                                   |
| Yoake Mae yori Ruriiro na: Crescent Love (12 Folgen)                                                     | 夜明け前より瑠璃色な Crescent Love | 2006 als Fernsehserie | Daume                                   |
| Yume Tsukai (12 Folgen)                                                                                  | 夢使い | 2006 als Fernsehserie | Madhouse                                |
| Zakuro Yashiki (eine Folge)                                                                              | ざくろ屋敷 | 2006 als OVA          | Tōei Animation                          |
| Zegapain (26 Folgen)                                                                                     | ZEGAPAIN -ゼーガペイン- | 2006 als Fernsehserie | Sunrise                                 |
| Zemmai Zamurai                                                                                           | ぜんまいざむらい | 2006 als Fernsehserie | A-1 Pictures, Noside                    |
| Zero no Tsukaima (13 Folgen)                                                                             | ゼロの使い魔 | 2006 als Fernsehserie | J.C.Staff                               |

## 2007
| Name                                                                                     | Alternative Namen | Veröffentlichungsjahr | Studio(s)                                |
| ---------------------------------------------------------------------------------------- | --- | --------------------- | ---------------------------------------- |
| 5 Centimeters Per Second                                                                 | 秒速5センチメートル, Byōsoku 5 cm | 2007 als Film         | CoMix Wave                               |
| Accelerando – Datenshi-tachi no Sasayaki (4 Folgen)                                      | アッチェレランド ~堕天使たちの囁き~ | 2007 als OVA          | Pink Pineapple                           |
| Afro Samurai (5 Folgen)                                                                  | アフロサムライ, Afuro Samurai | 2007 als Fernsehserie | Gonzo                                    |
| AIKa R-16: Virgin Mission (3 Folgen)                                                     | AIKa R-16:VIRGIN MISSION | 2007 als OVA          | Studio Fantasia                          |
| Akairo Elegy (eine Folge)                                                                | 赤色エレジー, Red Colored Elegy | 2007 als OVA          | Tōei Animation                           |
| Aneki… My Sweet Elder Sister The Animation (3 Folgen)                                    | あねき… MY SWEET ELDER SISTER THE ANIMATION | 2007 als OVA          | Pink Pineapple                           |
| Ani*Kuri 15 (15 Folgen)                                                                  | アニ*クリ15 | 2007 als Fernsehserie |                                          |
| Appleseed: Ex Machina                                                                    | エクスマキナ | 2007 als Film         | Digital Frontier                         |
| Aria The OVA – Arietta (eine Folge)                                                      | アリア ジ オーブイエー アリエッタ | 2007 als OVA          | Hal Film Maker                           |
| Ayakashi (12 Folgen)                                                                     | アヤカシ | 2007 als Fernsehserie | Tokyo Kids                               |
| Baby Blue                                                                                | | 2007 als Kurzfilm     | Studio 4°C                               |
| Baccano! (16 Folgen)                                                                     | バッカーノ, Bakkāno | 2007 als Fernsehserie | Brain’s Base                             |
| Bakugan – Spieler des Schicksals (137 Folgen)                                            | 爆丸バトルブローラーズ, Bakugan Battle Brawlers | 2007 als Fernsehserie | TMS Entertainment, Japan Vistec          |
| Bamboo Blade (26 Folgen)                                                                 | バンブーブレード | 2007 als Fernsehserie | AIC A.S.T.A.                             |
| Blue Dragon (102 Folgen)                                                                 | ブルードラゴン | 2007 als Fernsehserie | Studio Pierrot                           |
| Blue Drop: Tenshi-tachi no Gikyoku                                                       | BLUE DROP ~天使達の戯曲~ | 2007 als Film         | Asahi Production, BeSTACK                |
| Bokurano (24 Folgen)                                                                     | ぼくらの | 2007 als Fernsehserie | Gonzo                                    |
| Bokusatsu Tenshi Dokuro-chan Second (4 Folgen)                                           | 撲殺天使ドクロちゃん2 | 2007 als OVA          | Hal Film Maker                           |
| Burst Angel: Infinity (eine Folge)                                                       | 爆裂天使 -INFINITY- | 2007 als OVA          | Gonzo                                    |
| Buzzer Beater (13 Folgen)                                                                | | 2007 als Fernsehserie | TMS Entertainment                        |
| Candy Boy (7 Folgen)                                                                     | Candy☆Boy | 2007 als Web-Anime    | AIC                                      |
| Choisuji (2 Folgen)                                                                      | ちょいすじ | 2007 als OVA          | Animac                                   |
| Cinnamon the Movie                                                                       | シナモン the Movie | 2007 als Film         | Madhouse                                 |
| CLAMP in Wonderland 2 (eine Folge)                                                       | | 2007 als OVA          | Madhouse                                 |
| Clannad (24 Folgen)                                                                      | CLANNAD -クラナド-, Kuranado | 2007 als Fernsehserie | Kyōto Animation                          |
| Clannad                                                                                  | CLANNAD | 2007 als Film         | Tōei Animation                           |
| Classmate no Okaasan (2 Folgen)                                                          | クラスメイトのお母さん, My Classmate's Mother | 2007 als OVA          | Y.O.U.C.                                 |
| Claymore (26 Folgen)                                                                     | クレイモア, Kureimoa | 2007 als Fernsehserie | Madhouse                                 |
| Code-E (12 Folgen)                                                                       | こみっくパーティー | 2007 als Fernsehserie | Studio Deen                              |
| Dai-chan, Daisuki.                                                                       | 大ちゃん、だいすき., Dai-Chan | 2007 als Film         | Tama Production                          |
| Darker than Black (25 Folgen)                                                            | Darker than Black – 黒の契約者, Darker than Black – Kuro no Keiyakusha | 2007 als Fernsehserie | Bones                                    |
| D.C.II – Da Capo II (13 Folgen)                                                          | D.C.II ~ダ・カーポⅡ~ | 2007 als Fernsehserie | feel.                                    |
| Dead Girls (eine Folge)                                                                  | デッドガールズ | 2007 als OVA          | Gonzo                                    |
| Dead Girls (eine Folge)                                                                  | デッドガールズ | 2007 als OVA          | Gonzo                                    |
| Deathtic 4                                                                               | デスティック・フォー | 2007 als Kurzfilm     | Studio 4°C                               |
| Deep Imagination – Sōzō Suru Idenshi-tachi (eine Folge)                                  | DEEP IMAGINATION―創造する遺伝子たち | 2007 als OVA          | Studio 4°C                               |
| Deltora Quest (65 Folgen)                                                                | デルトラ・クエスト | 2007 als Fernsehserie | OLM                                      |
| Denki Musō Hana (2 Folgen)                                                               | 電気夢想花, Electric Full Flower Garden | 2007 als OVA          | MS Pictures                              |
| Dennō Coil (26 Folgen)                                                                   | 電脳コイル, Coil - A Circle of Children | 2007 als Fernsehserie | Madhouse                                 |
| Detektiv Conan – Die azurblaue Piratenflagge                                             | 名探偵コナン 紺碧の棺, Meitantei Konan: Konpeki no Jorī Rojā | 2007 als Film         | TMS Entertainment                        |
| Devil May Cry (12 Folgen)                                                                | デビル メイ クライ, Debiru Mei Kurai | 2007 als Fernsehserie | Madhouse                                 |
| Dinosaur King (49 Folgen)                                                                | 古代王者 恐竜キング Dキッズアドベンチャー, Kodai Ōja Kyōryū King D-Kids Adventure | 2007 als Fernsehserie | Nippon Sunrise                           |
| Dōjin Work (12 Folgen)                                                                   | ドージンワーク, Dōjin Wāku | 2007 als Fernsehserie | Remic                                    |
| Doki Doki Oyako Lesson: Oshiete H na Obenkyō (2 Folgen)                                  | ドキドキ母娘レッスン ~教えて♪Hなお勉強~, Learning the Hard Way | 2007 als OVA          | Milky                                    |
| Door Chime                                                                               | ドアチャイム, Doorbell | 2007 als Kurzfilm     | Studio 4°C                               |
| Doraemon: Nobita no Shin Makai Daibōken - Shichinin no Mahōtsukai                        | ドラえもん のび太の新魔界大冒険~7人の魔法使い~ | 2007 als Film         | Asatsu DK, Fujiko Pro, Shinei Video      |
| Dorei Maid Princess (4 Folgen)                                                           | 奴隷メイドプリンセス, Slave Maid Princess | 2007 als OVA          | Pixy                                     |
| Dr. Slump: Dr. Mashirito Abare-chan (eine Folge)                                         | Dr.SLUMP Dr.マシリト アバレちゃん, Dr. Surampu: Dr. Mashirito Abare-chan | 2007 als Fernsehserie |                                          |
| Dragonaut (25 Folgen)                                                                    | ドラゴノーツ, Dragonaut – The Resonance, ドラゴノーツ -ザ・レゾナンス- | 2007 als Fernsehserie | Gonzo                                    |
| Dragonaut – The Resonance (25 Folgen)                                                    | ドラゴノーツ -ザ・レゾナンス-, Dorangonōtsu - Za Rezonansu | 2007 als Fernsehserie | Gonzo                                    |
| Dual Masters Zero (25 Folgen)                                                            | デュエル・マスターズ ゼロ, Dyueru Masutāzu Zero | 2007 als Fernsehserie | SynergySP                                |
| ef – a tale of memories. (12 Folgen)                                                     | | 2007 als Fernsehserie | Shaft                                    |
| Eiga de Tōjō! Tamagotchi Doki Doki! Uchū no Maigotchi!?                                  | えいがでとーじょー! たまごっち ドキドキ! うちゅーのまいごっち!? | 2007 als Film         | OLM Team Kamei                           |
| Eikoku Koi Monogatari Emma Daini Maku Second Act (12 Folgen)                             | 英國戀物語エマ 第二幕 SECOND ACT | 2007 als Fernsehserie | Ajia-dō                                  |
| Ein Sommer mit Coo                                                                       | 河童のクゥと夏休み, Kappa no Ku to Natsuyasumi | 2007 als Film         | Shin’ei Dōga                             |
| Eko Eko Azarak (2 Folgen)                                                                | エコエコアザラク | 2007 als OVA          | Tōei Animation                           |
| El Cazador (26 Folgen)                                                                   | エル・カザド, Eru Kazado, El Cazador de la Bruja | 2007 als Fernsehserie | Bee Train                                |
| Emma – Eine viktorianische Liebe (12 Folgen)                                             | 英國戀物語エマ 第二幕 SECOND ACT | 2007 als Fernsehserie | Ajia-dō                                  |
| En’yoku (eine Folge)                                                                     | 艶欲 | 2007 als OVA          | MS Pictures                              |
| Futatsu no Kurumi (eine Folge)                                                           | ふたつの胡桃, Two Walnuts | 2007 als Special      | Shin-Ei Animation                        |
| Fuyu no Semi (3 Folgen)                                                                  | 冬の蝉, Embracing Love: A Cicada in Winter | 2007 als OVA          | Venet                                    |
| Gakuen 2 (2 Folgen)                                                                      | 学園２ | 2007 als OVA          |                                          |
| Gegege no Kitarō (100 Folgen)                                                            | ゲゲゲの鬼太郎 | 2007 als Fernsehserie | Tōei Animation                           |
| Gekijōban Aquarion                                                                       | 劇場版アクエリオン, Gekijōban Akuerion | 2007 als Film         | Satelight                                |
| Gekijōban Bleach: The DiamondDust Rebellion – Mō Hitotsu no Hyōrinmaru                   | 劇場版BLEACH The DiamondDust Rebellion もう一つの氷輪丸 | 2007 als Film         | Studio Pierrot                           |
| Gekijōban: Shakugan no Shana                                                             | 劇場版 灼眼のシャナ | 2007 als Film         | J.C.Staff                                |
| Genius Party                                                                             | ジーニアス・パーティ, Jīniasu Pāti | 2007 als Film         | Studio 4°C                               |
| Genshiken 2 (12 Folgen)                                                                  | げんしけん2 | 2007 als Fernsehserie | Arms                                     |
| Getsumen to Heiki Mina (11 Folgen)                                                       | Lunar Rabbit Weapon Mina | 2007 als Fernsehserie | Gonzo                                    |
| Gift ~eternal rainbow~ (eine Folge)                                                      | | 2007 als OVA          | OLM                                      |
| Goshūshō-sama Ninomiya-kun (12 Folgen)                                                   | ご愁傷さま二ノ宮くん, Our Condolences, Ninomiya-kun | 2007 als Fernsehserie | AIC Spirits                              |
| GR -Giant Robo- (13 Folgen)                                                              | GR -ジャイアントロボ- | 2007 als Fernsehserie | A.C.G.T, OB Planning                     |
| Grope - Yami no naka no Kotori-tachi (2 Folgen)                                          | Grope~闇の中の小鳥達~ | 2007 als OVA          |                                          |
| Guardian of the Spirit (26 Folgen)                                                       | 精霊の守り人, Seirei no Moribito, Guardian of the Sacred Spirit | 2007 als Fernsehserie | Production I.G                           |
| Gyakkyō Burai Kaiji (26 Folgen)                                                          | 逆境無頼カイジ | 2007 als Fernsehserie | Madhouse                                 |
| Happy Happy Clover (13 Folgen)                                                           | はぴはぴクローバー | 2007 als Fernsehserie | Group TAC                                |
| Harukanaru Toki no Naka de 3: Kurenai no Tsuki (eine Folge)                              | 遙かなる時空の中で３ 紅の月 | 2007 als Special      | Yumeta Company                           |
| Hatarakids My Ham Gumi (50 Folgen)                                                       | はたらキッズマイハム組, Master Hamsters | 2007 als Fernsehserie | Toei Animation                           |
| Hatsuinu The Animation (2 Folgen)                                                        | 初犬 The Animation | 2007 als OVA          | Cafe de Jeilhouse                        |
| Hayate no Gotoku! (52 Folgen)                                                            | ハヤテのごとく！, Hayate the Combat Butler | 2007 als Fernsehserie | SynergySP                                |
| Heroic Age (26 Folgen)                                                                   | ヒロイック・エイジ | 2007 als Fernsehserie | Xebec                                    |
| Hidamari Sketch (14 Folgen)                                                              | ひだまりスケッチ, Hidamari Suketchi | 2007 als Fernsehserie | Shaft                                    |
| Highlander – Die Macht der Vergeltung                                                    | | 2007 als Film         | Madhouse                                 |
| Higurashi no Naku Koro ni Gaiden: Nekogoroshi-hen (eine Folge)                           | ひぐらしのなく頃に外伝 猫殺し編 | 2007 als OVA          | Studio Deen                              |
| Higurashi no Naku Koro ni Kai (24 Folgen)                                                | ひぐらしのなく頃に解 | 2007 als Fernsehserie | Studio Deen                              |
| Himawari!! (13 Folgen)                                                                   | ひまわりっ!! | 2007 als Fernsehserie | Arms                                     |
| Himitsu Kessha Taka no Tsume THE MOVIE ~Sōtō wa Nido Shinu~                              | 秘密結社 鷹の爪 THE MOVIE ～総統は二度死ぬ～ | 2007 als Film         | Kaeruotoko Shokai                        |
| Hitohira (12 Folgen)                                                                     | ひとひら | 2007 als Fernsehserie | Xebec                                    |
| Hitozuma Cosplay Kissa 2 - Hitozuma Love Love Cosplay OVA (2 Folgen)                     | 人妻コスプレ喫茶2 ～人妻ラブラブ・コスプレOVA～, Cosplay Cafe | 2007 als OVA          | Pink Pineapple                           |
| Hōkago 2 The Animation (eine Folge)                                                      | 放課後2 THE ANIMATION | 2007 als OVA          | Himajin Planning                         |
| Hokuro Kyōdai Full Throttle!!!! (eine Folge)                                             | ホクロ兄弟 フルスロットル!!!!, Hokuro Brother's The Origin | 2007 als OVA          |                                          |
| Hoshi Shinichi's Short Shorts (? Folgen)                                                 | 星新一 ショートショート | 2007 als Fernsehserie | Directions, Shirogumi                    |
| Ichigo Mashimaro (3 Folgen)                                                              | 苺ましまろ | 2007 als OVA          | Daume                                    |
| Ikki Tousen – Dragon Destiny (12 Folgen)                                                 | 一騎当千 Dragon Destiny | 2007 als Fernsehserie | Arms                                     |
| Initial D: Battle Stage 2 (eine Folge)                                                   | 頭文字D BATTLE STAGE 2 | 2007 als OVA          | Frontline                                |
| Inukami!                                                                                 | いぬかみっ! | 2007 als Film         | Seven Arcs                               |
| Jūsō Kikō Dancougar Nova (12 Folgen)                                                     | 獣装機攻 ダンクーガ ノヴァ, Jūsō Kikō Dankūga Nova, Dancouga Nova | 2007 als Fernsehserie | Ashi Production                          |
| Kaibutsu Ōjo (25 Folgen)                                                                 | 怪物王女, Princess Resurrection | 2007 als Fernsehserie | Madhouse                                 |
| Kakyūsei 2 – Sketchbook (2 Folgen)                                                       | 下級生2～Sketchbook～ | 2007 als OVA          | Pink Pineapple                           |
| Kamichama Karin (26 Folgen)                                                              | かみちゃまかりん | 2007 als Fernsehserie | Satelight                                |
| Kaze no Stigma (24 Folgen)                                                               | 風のスティグマ | 2007 als Fernsehserie | Gonzo                                    |
| Keroro Gunso the Super Movie 2: The Deep Sea Princess                                    | 超劇場版 ケロロ軍曹2 深海のプリンセスであります!, Sergeant Keroro Movie 2: The Deep Sea Princess                                                                                          | 2007 als Film         | Kadokawa Shoten, Sunrise                 |
| Kiddy Grade -Ignition-                                                                   | キディ・グレイド －イグニッション－ 覚醒編 | 2007 als Film         | Gonzo                                    |
| Kiddy Grade -Maelstrom-                                                                  | キディ・グレイド －メイルシュトローム－ 氾濫篇 | 2007 als Film         | Gonzo                                    |
| Kiddy Grade -Truth Dawn-                                                                 | キディ・グレイド －トゥルースドーン－ 黎明篇 | 2007 als Film         | Gonzo                                    |
| Kidō Senshi Gundam 00 (25 Folgen)                                                        | 機動戦士ガンダム00, Kidō Senshi Gandamu Daburu Ō, Mobile Suit Gundam 00 | 2007 als Fernsehserie | Sunrise                                  |
| Kimi ga Nozomu Eien – Next Season (4 Folgen)                                             | 君が望む永遠 〜Next Season〜 | 2007 als OVA          | Brain’s Base                             |
| Kino no Tabi: Byōki no Kuni – For You                                                    | キノの旅 -the Beautiful World- 病気の国 -For You- | 2007 als Film         | Shaft                                    |
| Kishin Taisen Gigantic Formula (26 Folgen)                                               | 機神大戦ギガンティック・フォーミュラ, Kishin Taisen Gigantikku Fōmyura | 2007 als Fernsehserie | Brain’s Base                             |
| Kodomo no Jikan (12 Folgen)                                                              | こどものじかん | 2007 als Fernsehserie | Studio Barcelona                         |
| Kodomo no Jikan: Yasumi Jikan – Anata ga Watashi ni Kureta Mono (eine Folge)             | こどものじかん やすみじかん 〜あなたがわたしにくれたもの〜 | 2007 als OVA          | Studio Barcelona                         |
| Koisuru Tenshi Angelique – Kagayaki no Ashita (12 Folgen)                                | 恋する天使アンジェリーク ～かがやきの明日～, Koisuru Tenshi Anjerīku – Kagayaki no Ashita                                                                                                 | 2007 als Fernsehserie | Satelight                                |
| Kōtetsushin Jeeg (13 Folgen)                                                             | 鋼鉄神ジーグ, Kōtetsushin Jīgu | 2007 als Fernsehserie | Actas                                    |
| Kyō kara Maō! R (5 Folgen)                                                               | 今日からマ王! R | 2007 als OVA          | Studio Deen                              |
| Kyōshirō to Towa no Sora (13 Folgen)                                                     | 京四郎と永遠の空, Shattered Angels | 2007 als Fernsehserie | TNK                                      |
| Lovely Complex (24 Folgen)                                                               | ラブ★コン | 2007 als Fernsehserie | Tōei Animation                           |
| Lucky Star (24 Folgen)                                                                   | らき☆すた, Raki☆Suta | 2007 als Fernsehserie | Kyōto Animation                          |
| Mahō Shōjo Lyrical Nanoha StrikerS (26 Folgen)                                           | 魔法少女リリカルなのはStrikerS, Magical Girl Lyrical Nanoha StrikerS | 2007 als Fernsehserie | Seven Arcs                               |
| Mahō Shōjo Tai Arusu: The Adventure (6 Folgen)                                           | 魔法少女隊アルス the Adventure, Tweeny Witches: The Adventures | 2007 als OVA          | Studio 4°C                               |
| Meitantei Conan: Agasa kara no Chōsenjō! Agasa vs. Conan & Shōnen Tanteidan (eine Folge) | 名探偵コナン 阿笠からの挑戦状! 阿笠vsコナン＆少年探偵団, Meitantei Konan: Agasa kara no Chōsenjō! Agasa vs. Konan & Shōnen Tanteidan                                                      | 2007 als OVA          | TMS Entertainment                        |
| Minami-ke (13 Folgen)                                                                    | みなみけ | 2007 als Fernsehserie | Daume                                    |
| Moetan (13 Folgen)                                                                       | もえたん | 2007 als Fernsehserie | Actas                                    |
| Mori no Sensha Bonolon (26 Folgen)                                                       | 森の戦士ボノロン, Mori no Sensha Bonoron | 2007 als Fernsehserie | Actas                                    |
| Moyashimon (11 Folgen)                                                                   | もやしもん | 2007 als Fernsehserie | Shirogumi, Telecom Animation Film        |
| Murder Princess (6 Folgen)                                                               | マーダー·プリンセス | 2007 als OVA          | Marvelous Entertainment, Bee Train       |
| Mushi-Uta (12 Folgen)                                                                    | ムシウタ | 2007 als Fernsehserie | Beat Frog                                |
| Myself ; Yourself (13 Folgen)                                                            | | 2007 als Fernsehserie | Dōga Kōbō                                |
| Nagasarete Airantō (26 Folgen)                                                           | ながされて藍蘭島 | 2007 als Fernsehserie | feel.                                    |
| Nanatsuiro Drops (12 Folgen)                                                             | ななついろ★ドロップス, Nanatsuiro Duroppusu | 2007 als Fernsehserie | Studio Barcelona                         |
| Naruto Shippūden (500 Folgen)                                                            | NARUTO -ナルト- 疾風伝 | 2007 als Fernsehserie | Studio Pierrot                           |
| Naruto Shippūden                                                                         | 劇場版 NARUTO -ナルト- 疾風伝 | 2007 als Film         | Studio Pierrot                           |
| Nasu: Suitcase no Wataridori (eine Folge)                                                | 茄子 スーツケースの渡り鳥 | 2007 als OVA          | Madhouse                                 |
| New Hal & Bons (eine Folge)                                                              | ＮＥＷ ハル＆ボンス | 2007 als OVA          | Grasshoppa!                              |
| No Money (4 Folgen)                                                                      | お金がないっ, Okane ga Nai | 2007 als OVA          | Lilix                                    |
| Nodame Cantabile (23 Folgen)                                                             | のだめカンタービレ | 2007 als Fernsehserie | J.C.Staff                                |
| Ōkiku Furikabutte (25 Folgen)                                                            | おおきく振りかぶって | 2007 als Fernsehserie | A-1 Pictures                             |
| One Piece – Abenteuer in Alabasta – Die Wüstenprinzessin                                 | ONE PIECE エピソードオブアラバスタ 砂漠の王女と海賊たち, One Piece: Episōdo obu Arabasuta: Sabaku no Ōjo to Kaizoku-tachi, One Piece: Episode of Alabasta: Sabaku no Ōjo to Kaizoku-tachi | 2007 als Film         | Tōei Animation                           |
| The Piano Forest                                                                         | ピアノの森, Piano no Mori | 2007 als Film         | Madhouse                                 |
| Pico to Chico (eine Folge)                                                               | ぴことちこ, Pico to Chico – Series Pico 2 | 2007 als OVA          | Blue Cats, Sugar Boy                     |
| Prince of Tennis: The National Tournament Semifinal (6 Folgen)                           | テニスの王子様 全国大会篇 Semifinal, Zenkoku Taikai Hen Semifinal | 2007 als OVA          | M.S.C                                    |
| Prologue of Blame! (2 Folgen)                                                            | プロローグ・オブ・BLAME!, Purorōgu obu Blame! | 2007 als OVA          | Production I.G, Jinni’s Animation Studio |
| Reideen (26 Folgen)                                                                      | らいでぃーん | 2007 als Fernsehserie | Production I.G                           |
| Rental Magica (24 Folgen)                                                                | Rental Magica, Rentaru Magika | 2007 als Fernsehserie | Zexcs                                    |
| Resort Boin (3 Folgen)                                                                   | リゾートBOIN, Risōto Boin | 2007 als OVA          | Studio Eromatick                         |
| Robby to Kerobby (52 Folgen)                                                             | ロビーとケロビー, Robī to Kerobī | 2007 als Fernsehserie | A-1 Pictures                             |
| Romeo × Juliet (24 Folgen)                                                               | ロミオ × ジュリエット | 2007 als Fernsehserie | Gonzo                                    |
| Saigo no Door o Shimero! (eine Folge)                                                    | 最後のドアを閉めろ! | 2007 als OVA          | Phoenix Entertainment                    |
| Saikō! Tamagotchi (12 Folgen)                                                            | さぁイコー! たまごっち | 2007 als Fernsehserie | OLM Team OTA                             |
| Saint Beast – Kōin Jojishi Tenshi Tan (13 Folgen)                                        | セイント・ビースト ~光陰叙事詩天使譚~ | 2007 als Fernsehserie | Tokyo Kids                               |
| Saishū Shiken Kujira (5 Folgen)                                                          | 最終試験くじら | 2007 als Web-Anime    | Zexcs                                    |
| Saiunkoku Monogatari: Second Series (39 Folgen)                                          | 彩雲国物語 第2シリーズ | 2007 als Fernsehserie | Madhouse                                 |
| Saiyuki Reload: Burial (3 Folgen)                                                        | 最遊記 RELOAD -burial- | 2007 als OVA          | Studio Pierrot                           |
| Sakura Taisen: New York New York (6 Folgen)                                              | サクラ大戦 ニューヨーク・紐育, Sakura Wars – New York New York | 2007 als OVA          | AIC                                      |
| Sayonara Zetsubō Sensei (12 Folgen)                                                      | さよなら絶望先生 | 2007 als Fernsehserie | Shaft                                    |
| School Days (12 Folgen)                                                                  | スクールデイズ, Sukūru Deizu | 2007 als Fernsehserie | TNK                                      |
| Seto no Hanayome (26 Folgen)                                                             | 瀬戸の花嫁 | 2007 als Fernsehserie | Gonzo, AIC                               |
| Shakugan no Shana Second (24 Folgen)                                                     | 灼眼のシャナII, Shakugan no Shana II | 2007 als Fernsehserie | J.C.Staff                                |
| Shigofumi – Stories of Last Letter (13 Folgen)                                           | シゴフミ ~Stories of Last Letter~ | 2007 als Fernsehserie | J.C.Staff                                |
| Shining Tears X Wind (13 Folgen)                                                         | シャイニング・ティアーズ・クロス・ウィンド | 2007 als Fernsehserie | Studio Deen                              |
| Shinkyoku Sōkai Polyphonica (12 Folgen)                                                  | 神曲奏界ポリフォニカ | 2007 als Fernsehserie | Ginga-ya                                 |
| Shion no Ō (22 Folgen)                                                                   | しおんの王 | 2007 als Fernsehserie | Studio Deen                              |
| Shuffle! Memories (12 Folgen)                                                            | シャッフル！メモリーズ | 2007 als Fernsehserie | Asread                                   |
| Shugo Chara! (51 Folgen)                                                                 | しゅごキャラ! | 2007 als Fernsehserie | Satelight                                |
| Sketchbook – full color'S (13 Folgen)                                                    | スケッチブック ~full color'S~ | 2007 als Fernsehserie | Hal Film Maker                           |
| The Skullman (13 Folgen)                                                                 | | 2007 als Fernsehserie | Bones                                    |
| sola (13 Folgen)                                                                         | | 2007 als Fernsehserie | Nomad                                    |
| sola (2 Folgen)                                                                          | | 2007 als OVA          | Nomad                                    |
| Sōsei no Aquarion (2 Folgen)                                                             | 創星のアクエリオン, Sōsei no Akuerion | 2007 als OVA          | Satelight                                |
| Strait Jacket (3 Folgen)                                                                 | ストレイト・ジャケット, Sutoreito Jaketto | 2007 als OVA          | feel.                                    |
| Strike Witches (eine Folge)                                                              | ストライクウィッチーズ, Sutoraiku Witchīzu | 2007 als OVA          | Gonzo                                    |
| Sword of the Stranger                                                                    | ストレンヂア 無皇刃譚, Sutorenjia Mukōhadan, Stranger: Mukōhadan | 2007 als Film         | Bones                                    |
| Taiho Shichau zo: Full Throttle (24 Folgen)                                              | 逮捕しちゃうぞフルスロットル, Taiho Shichau zo Furu Surottoru | 2007 als Fernsehserie | Studio Deen                              |
| Tales of Symphonia: The Animation (11 Folgen)                                            | テイルズ オブ シンフォニア THE ANIMATION, Teiruzu obu Shinfonia: The Animation | 2007 als OVA          | Ufotable                                 |
| Tanekyara Gekijō (eine Folge)                                                            | たねきゃら劇場, Gundam Seed Character Theater | 2007 als Special      | Sunrise                                  |
| Tengen Toppa Gurren-Lagann (27 Folgen)                                                   | 天元突破グレンラガン | 2007 als Fernsehserie | Gainax                                   |
| Terra e… (24 Folgen)                                                                     | 地球へ…, Terra e… | 2007 als Fernsehserie | Minamimachi Bugyousho                    |
| the Garden of sinners Film 1 – Thanatos.                                                 | 劇場版 空の境界 第一章 俯瞰風景, Gekijōban Kara no Kyōkai Dai-isshō: Fukan Fūkei | 2007 als Film         | Ufotable                                 |
| the Garden of sinners Film 2 – Mordverdacht (Teil 1)                                     | 劇場版 空の境界 第二章 殺人考察（前）, Gekijōban Kara no Kyōkai Dai-ni-shō: Satsujin Kōsatsu (Mae)                                                                                        | 2007 als Film         | Ufotable                                 |
| ToHeart2 (3 Folgen)                                                                      | | 2007 als OVA          | Aquaplus, Chaos Project                  |
| Tokyo Majin (26 Folgen)                                                                  | 東京魔人學園剣風帖龖 | 2007 als Fernsehserie | AIC                                      |
| Treasure Gaust (5 Folgen)                                                                | トレジャーガウスト, Toreshā Gausuto | 2007 als Fernsehserie | SynergySP                                |
| Tsubasa Tokyo Revelations (3 Folgen)                                                     | ツバサ TOKYO REVELATIONS | 2007 als OVA          | Production I.G                           |
| Yes! PreCure 5 (49 Folgen)                                                               | Yes! プリキュア 5, Yes! PuriKyua 5 | 2007 als Fernsehserie | Tōei Animation                           |
| Yes! PreCure 5: Kagami no Kuni no Miracle Daibōken!                                      | Yes!プリキュア5 鏡の国のミラクル大冒険!, Yes! PuriKyua 5: Kagami no Kuni no Mirakuru Daibōken!                                                                                            | 2007 als Film         | Tōei Animation                           |
| Zero Dual Masters (12 Folgen)                                                            | ゼロ デュエル・マスターズ, Zero Dyueru Masutāzu | 2007 als Fernsehserie | SynergySP                                |
| Zero no Tsukaima – Futatsuki no Kishi (12 Folgen)                                        | ゼロの使い魔 ～双月の騎士～ | 2007 als Fernsehserie | J.C.Staff                                |
| Zombie-Loan (13 Folgen)                                                                  | ZOMBIE-LOAN | 2007 als Fernsehserie | Xebec M2                                 |